# Amanita brunneofolia
Amanita brunneofolia — вид грибів роду мухомор (Amanita). Описаний у 2020 році. Ендемік Південної Кореї. Типовий зразок виявлений під деревом дуба найгострішого (Quercus acutissima) в повіті Канхва у місті Інчхон.

## Опис
Шапинка біла із зеленкуватим відтінком, пластинки коричневі, ніжка довга, біла.